# ماهی‌گیرک کوچک

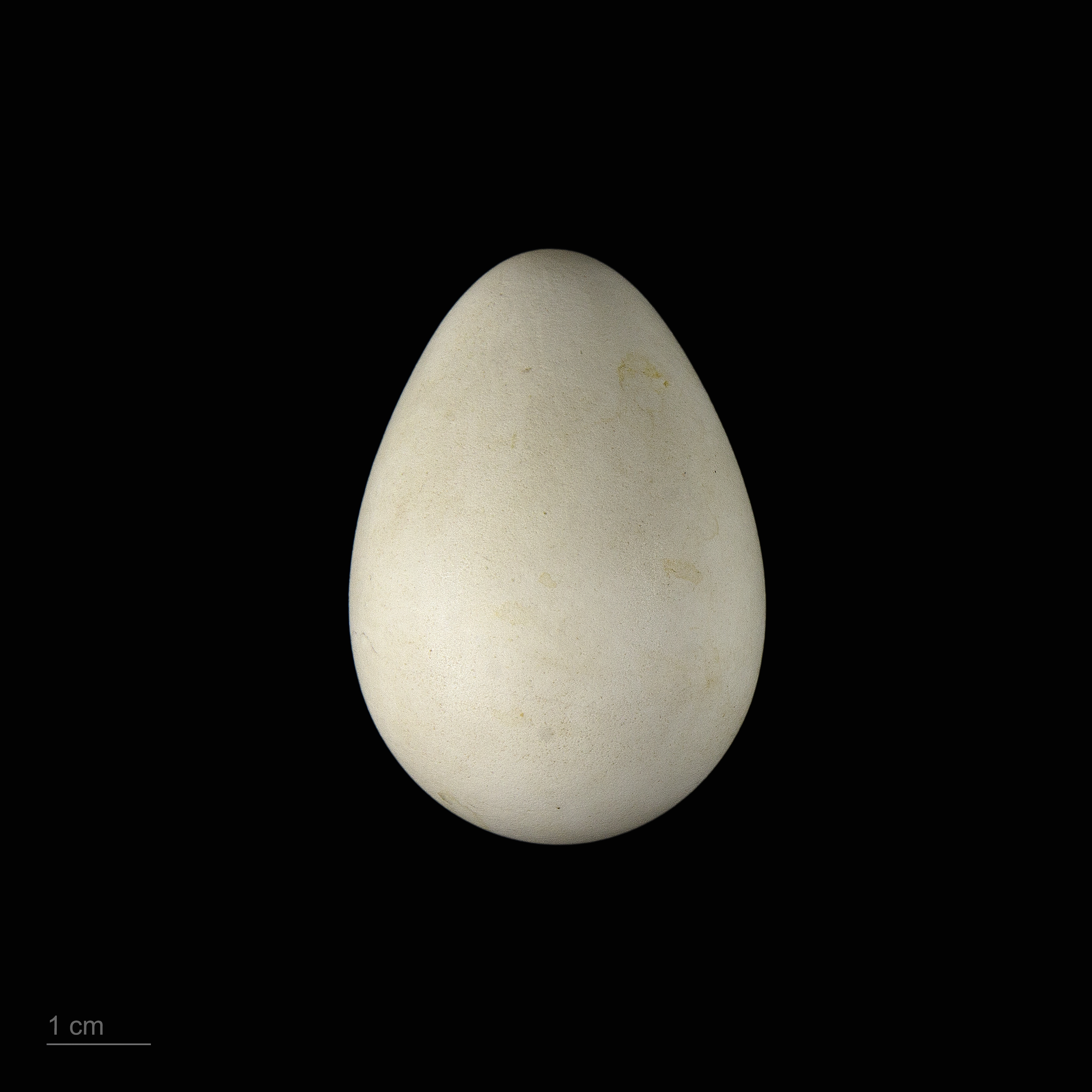
Alle alle

ماهی‌گیرک کوچک (نام علمی: Alle alle) نام یک گونه از تیره ماهی‌گیرک است.